# Fornelos (Santa Marta de Penaguião)
Fornelos é uma aldeia pertencente à União de freguesias de Louredo e Fornelos, no Município  de Santa Marta de Penaguião, que foi sede da extinta Freguesia de Fornelos, freguesia que tinha 5,03 km² de área e 241 habitantes (2011), e, por isso, uma densidade populacional de 47,9 hab./km².

## População
| Número de habitantes | Número de habitantes | Número de habitantes | Número de habitantes | Número de habitantes | Número de habitantes | Número de habitantes | Número de habitantes | Número de habitantes | Número de habitantes | Número de habitantes | Número de habitantes | Número de habitantes | Número de habitantes | Número de habitantes |
| -------------------- | -------------------- | -------------------- | -------------------- | -------------------- | -------------------- | -------------------- | -------------------- | -------------------- | -------------------- | -------------------- | -------------------- | -------------------- | -------------------- | -------------------- |
| 1864                 | 1878                 | 1890                 | 1900                 | 1911                 | 1920                 | 1930                 | 1940                 | 1950                 | 1960                 | 1970                 | 1981                 | 1991                 | 2001                 | 2011                 |
| 601                  | 575                  | 596                  | 512                  | 442                  | 462                  | 620                  | 755                  | 655                  | 629                  | 573                  | 474                  | 353                  | 319                  | 241                  |

(Obs.: Número de habitantes "residentes", ou seja, que tinham a residência oficial neste município à data em que os censos se realizaram.)
| Distribuição da População por Grupos Etários em 2001 e 2011 | Distribuição da População por Grupos Etários em 2001 e 2011 | Distribuição da População por Grupos Etários em 2001 e 2011 | Distribuição da População por Grupos Etários em 2001 e 2011 | Distribuição da População por Grupos Etários em 2001 e 2011 | Distribuição da População por Grupos Etários em 2001 e 2011 | Distribuição da População por Grupos Etários em 2001 e 2011 | Distribuição da População por Grupos Etários em 2001 e 2011 | Distribuição da População por Grupos Etários em 2001 e 2011 | Distribuição da População por Grupos Etários em 2001 e 2011 |
| ----------------------------------------------------------- | ----------------------------------------------------------- | ----------------------------------------------------------- | ----------------------------------------------------------- | ----------------------------------------------------------- | ----------------------------------------------------------- | ----------------------------------------------------------- | ----------------------------------------------------------- | ----------------------------------------------------------- | ----------------------------------------------------------- |
| Idade                                                       | 0-14                                                        | 15-24                                                       | 25-64                                                       | > 65                                                        |                                                             | 0-14                                                        | 15-24                                                       | 25-64                                                       | > 65                                                        |
| 2001                                                        | 40                                                          | 38                                                          | 154                                                         | 87                                                          |                                                             | 12,5%                                                       | 11,9%                                                       | 48,3%                                                       | 27,3%                                                       |
| 2011                                                        | 17                                                          | 27                                                          | 125                                                         | 72                                                          |                                                             | 7,1%                                                        | 11,2%                                                       | 51,9%                                                       | 29,9%                                                       |

## História
A antiga freguesia era um curato anual de apresentação do comendador de Fontes e passou a vigararia em 1740. Por essa ocasião procedeu-se à construção da Igreja Paroquial, um belo e harmonioso edifício, com boa talha barroca e tecto pintado, da época.
Datam também do terceiro quartel do século XVIII as casas dos "Onze Moradores", com uma arquitectura característica bem visível nas escadas exteriores com corrimão e coberto de entrada assente em colunas de granito, as janelas e as portas também em granito trabalhado.
Fornelos recebeu foral antigo, passado em Lisboa a 7.IV.1257 e beneficiou também do Foral Manuelino, concedido a Penaguião em 15.XII.1519. Embora seja a freguesia menos populosa do concelho, o facto da população estar toda reunida num único aglomerado faz com que haja uma certa vida social bem visível na existência de alguns estabelecimentos comerciais, do clube desportivo, assim como convívios festivos de S. João e S. Pedro e também o Grupo de Cantares da aldeia.
Entre os valores arquitectónicos destaca-se a Igreja Paroquial, a Capela do Senhor dos Aflitos, também chamada de S. João Baptista, e a Capela de S. Gonçalo de Amarante, além das casas dos "Onze Moradores", acima referida.
- http://www.cm-smpenaguiao.pt/PageGen.aspx?WMCM_PaginaId=28598 Em falta ou vazio |título= (ajuda)Site do município de Santa Marta de Penaguião - Secção Fornelos

## Património
- Marco granítico n.º 48
- Marco granítico n.º 49

Quinta do Roso de Baixo
Freguesia de Fornelos
I.I.P (Imóvel de interesse público) Decreto-Lei  Nº35909 de 17 de outubro de 1946
- Marco granítico n.º 50

Quinta da Serra de Água (Cortiçadas)
Freguesia de Fornelos
I.I.P (Imóvel de interesse público) Decreto-Lei Nº35909 de 17 de outubro de 1946
- Marco granítico n.º 51

Lugar do Calvário
Freguesia de Fornelos
I.I.P (Imóvel de interesse público) Decreto-Lei Nº35909 de 17 de outubro de 1946
- Marco granítico n.º 52

Pinhal da Travessa
Freguesia de Fornelos
I.I.P (Imóvel de interesse público) Decreto-Lei Nº35909 de 17 de outubro de 1946

## O que visitar
- Praia fluvial de Fornelos

É um lugar bonito e acolhedor para se dar uns bons mergulhos e passar um tempo em família. O recinto possui instalações sanitárias, um bar, mesas de piquenique e grelhadores. O bar só se encontra em funcionamento durante a época balnear.
- Capela de S. Pedro - Fornelos
- Capela de S. João - Fornelos
- Igreja Paroquial de Fornelos
- Campo do Calvário - União Clube de Fornelos

## Colectividades
- União Clube de Fornelos
- Grupo de Danças e Cantares de Fornelos

## Semana Santa
Durante a Semana Santa realizam-se várias atividades, destacando-se a Missa Pascal, o Compasso Pascal e um , já tradicional, jogo de futebol entre os solteiros e os casados da aldeia.